# Sex Nerd
Pour les articles homonymes, voir Sex appeal.
 (juin 2022).
Si vous disposez d'ouvrages ou d'articles de référence ou si vous connaissez des sites web de qualité traitant du thème abordé ici, merci de compléter l'article en donnant les références utiles à sa vérifiabilité et en les liant à la section « Notes et références ».
Pour plus de détails, voir Fiche technique et Distribution.
Sex Nerd (Sex Appeal) est une comédie américaine réalisée par Talia Osteen d'après un scénario de Tate Hanyok, diffusée sur la plateforme Hulu en janvier 2022. 
À l'international, le film est diffusé sur Disney + sous l'extension de streaming Star le 8 avril 2022.

## Distribution
- Mika Abdalla (VF : Camille Donda) : Avery
- Jake Short (VF : Maxime Baudouin) : Larson
- Margaret Cho (VF : Élisabeth Fargeot) : Maman Deb
- Paris Jackson (VF : Rebecca Benhamour) : Danica McCollum
- Fortune Feimster (VF : Vanessa Van-Geneugden) : Maman Suze
- Rebecca Henderson (VF : Rafaèle Moutier) : Maman Kim
- Mason Versaw (VF : Aurélien Raynal) : Casper
- Artemis Pebdani (en) : Mme Carlson
- Tate Hanyok (VF : Léovanie Raud) : « Mme » Russell
- Daniela Nieves (VF : Charlotte Hervieux) : Lyssa
- Joshua Colley (en) (VF : Benjamin Bollen) : Tristan

 Source et légende : version française (VF) sur RS Doublage